# 1832 en droit
Cet article présente les faits marquants de l'année 1832 en droit.

## Événements

### Avril
- 5 avril : naissance de Jules Ferry, à Saint-Dié ( Vosges, France), avocat et homme politique français auteur des lois instituant l'instruction obligatoire.

### Mai
- 7 mai, Royaume de Grèce : le traité de Londres donne son indépendance du royaume de Grèce. Le prince bavarois Othon de Bavière monte sur le trône le 27 juillet.
- 9 mai, États-Unis : signature du traité de Payne's Landing. Les Amérindiens sont contraints de céder leurs droits sur les territoires à l’Est du Mississippi.

### Juin
- 5 juin, Royaume de Belgique : adoption d'une loi monétaire en Belgique mettant en place une nouvelle monnaie, le franc belge.
- 7 juin, Royaume de Grande-Bretagne : le Reform Act[1] adopté par la Chambre des lords étend le droit de vote à la classe moyenne britannique masculine.